# Gregg Araki

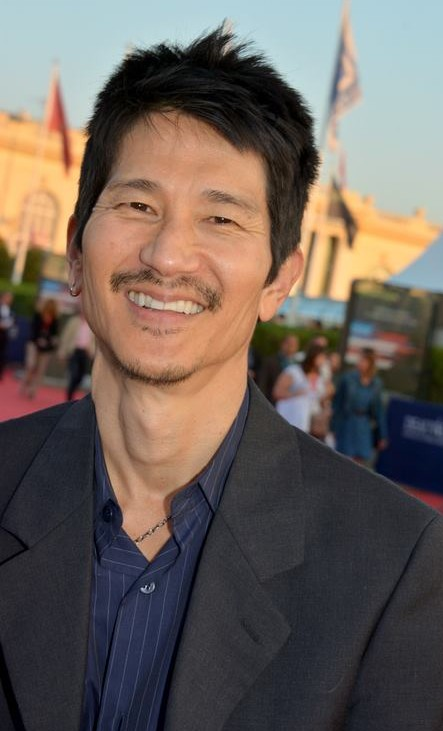
Gregg Araki (2014)

Gregg Araki (* 17. Dezember 1959 Los Angeles, Kalifornien) ist ein asiatisch-amerikanischer Filmregisseur und Filmproduzent.
Er lebt offen bisexuell und gehört zu den Begründern des New Queer Cinema. Er studierte an der School of Cinema-Television der University of Southern California und schloss das Studium 1982 erfolgreich ab. Er arbeitete als Filmkritiker für die Zeitschrift LA Weekly und gründete seine eigene Produktionsfirma Desperate Pictures. Bekannt wurde Araki insbesondere durch seine tabulosen Billigproduktionen wie die Teen Apocalypse Trilogy.

## Filmografie
- 1987: Drei Verirrte in der Nacht (Three Bewildered People in the Night)
- 1989: The Long Weekend
- 1992: The Living End
- 1993: Totally Fucked Up
- 1995: The Doom Generation
- 1997: Nowhere
- 1999: City, Friends & Sex (Splendor)
- 2000: This Is How the World Ends (TV)
- 2004: Mysterious Skin – Unter die Haut (Mysterious Skin)
- 2007: Smiley Face
- 2010: Kaboom
- 2014: Wie ein weißer Vogel im Schneesturm (White Bird in a Blizzard)
- 2019: Now Apocalypse (Fernsehserie)
- 2022: Dahmer – Monster: Die Geschichte von Jeffrey Dahmer (Fernsehserie, 1 Folge)